# شیرین‌زنبوریان
شیرین‌زنبوریان (نام علمی: Halictinae) نام یک زیرخانواده از تیره شیرین‌زنبوران است.